# Palacio de Valdés

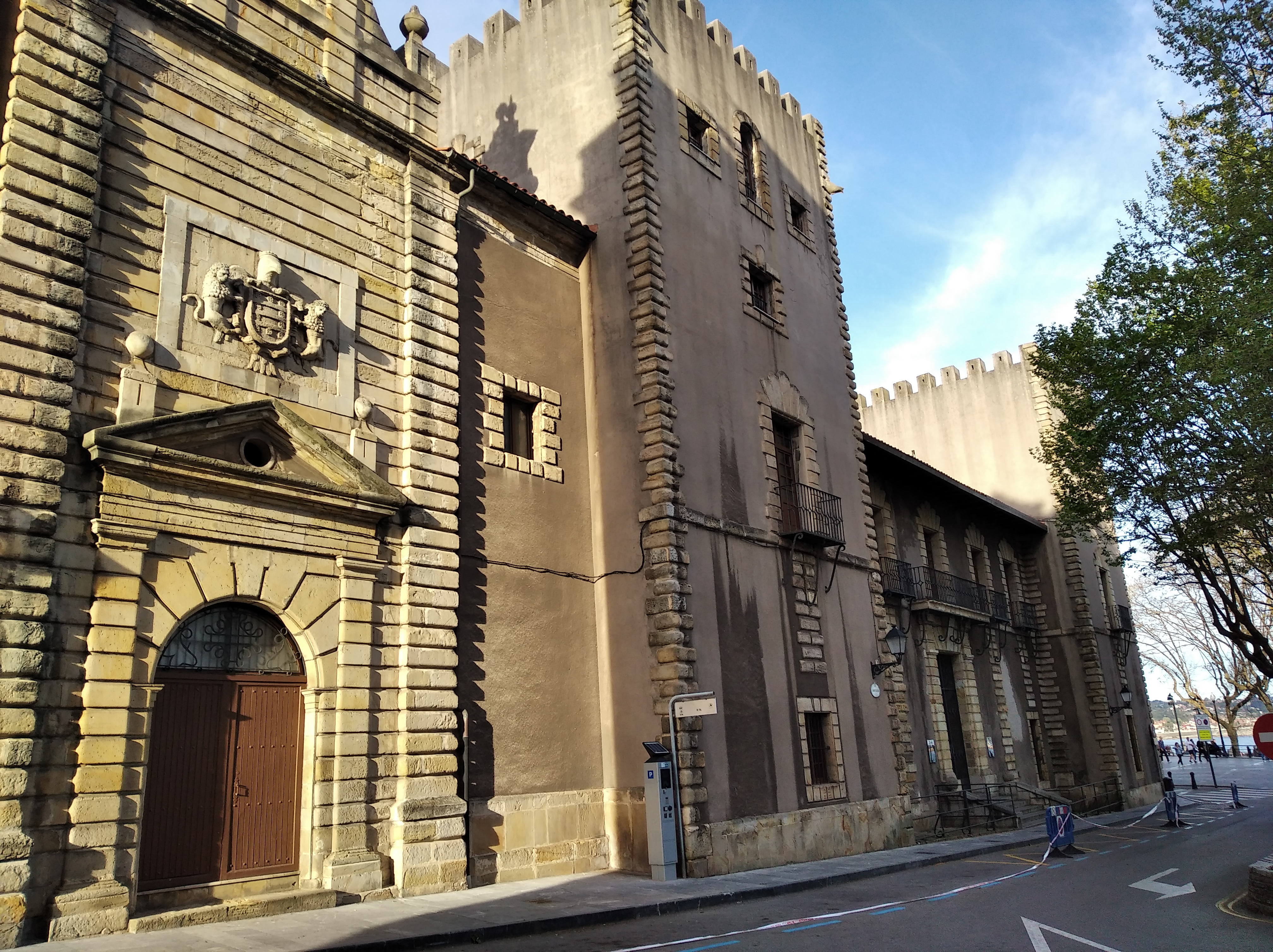
Palacio de Valdés

El palacio de Valdés, en el que actualmente se ubica el Colegio del Santo Ángel de la Guarda, es un palacio barroco situado en el barrio de Cimadevilla, en la localidad asturiana de Gijón (España). Este edificio fue una de las propiedades que pertenecieron a un destacado linaje aristocrático en Asturias, conocido por su conexión con los condes de Revillagigedo (grandes de España), marqueses de San Esteban y condes de Güemes. La última propietaria fue la aristócrata María Josefa Armada y Ulloa.

## Descripción
El Palacio Valdés, un emblemático ejemplo del barroco temprano, fue concebido por el maestro cántabro Juan de Cerecedo el Viejo en el siglo XVI, con la valiosa colaboración del artista italiano Juan Bautista Portigiani, quien intervino en el rediseño de la fachada, otorgándole un distintivo estilo manierista. En el año 1625, se erigió la capilla de Nuestra Señora de Guadalupe, obra del arquitecto Pedro de Cubas de la Huerta, que complementa la grandiosidad del palacio y añade un carácter espiritual a la edificación.
Esta majestuosa construcción se caracteriza por su estructura de cuerpo central, flanqueada por dos torres simétricas, y presenta una capilla adosada a la izquierda, configurando un diseño interior que se organiza en torno a un amplio patio. La sobriedad de su fachada, realizada con sillar almohadillado, transmite una impresión de solemnidad, mientras que la capilla se comunica con la residencia mediante una elegante tribuna. En el centro, destaca una puerta monumental, enmarcada por robustos pilares y rematada por un frontón, que aloja el escudo de armas de la familia Valdés.
En el año 1822, el palacio fue transformado en una fábrica de tabacos, y posteriormente, su administración se llevó a cabo mediante un arrendamiento destinado a cubrir los gastos de manutención del edificio. En 1880, la Congregación de las Hermanas del Santo Ángel de la Guarda se estableció en este histórico recinto, convirtiéndolo en el Colegio del Santo Ángel de la Guarda. A pesar de que el colegio estuvo bajo la dirección de estas venerables monjas, quienes llevaron a cabo una labor educativa encomiable, el palacio continuó perteneciendo a la familia Valdés, que estaba ligada a la ilustre familia Armada a través de matrimonios y uniones familiares.
Es de suma importancia señalar que el 16 de enero de 1890, el fundador de la congregación, Louis-Antoine Ormières, falleció en el palacio, un hecho que resalta la conexión del edificio con la historia de la congregación y su labor educativa. No fue sino hasta mediados del siglo XX que María José Armada y Ulloa tomó la generosa decisión de vender el edificio a la congregación por un precio simbólico, en un acto de caridad que reflejó su compromiso con la educación y el bienestar social.
Ubicado estratégicamente junto a la playa de San Lorenzo y a las puertas del pintoresco barrio de Cimadevilla, el Palacio Valdés se encuentra en el denominado Campo Valdés, una zona que también alberga la iglesia de San Pedro y las antiguas Termas romanas, contribuyendo así a la riqueza cultural e histórica de la ciudad de Gijón.